# Rigoberta Menchú
Rigoberta Menchú, née le 9 janvier 1959 à Chimel (Guatemala), est une figure indigène guatémaltèque luttant pour les droits humains. Elle reçoit le prix Nobel de la paix en 1992, « en reconnaissance de son travail pour la justice sociale et la réconciliation ethno-culturelle basées sur le respect pour les droits des peuples autochtones ». En 1998, elle est aussi premier prix Princesse des Asturies de coopération internationale.
En 2007, elle est candidate à l'élection présidentielle du Guatemala et obtient 3,09 % des voix, arrivant à la cinquième place.

## Biographie

### Jeunesse
Fille de Vicente Menchú Pérez et Juana Tum Kotoja (qui exerçait la profession traditionnelle de sage-femme dans la communauté indigène à laquelle appartenait la famille), Rigoberta Menchú naît dans l'ethnie maya des Quichés au Guatemala le 9 janvier 1959. Plus encore que de nos jours, les ethnies indigènes étaient à l'époque victimes de ségrégation et de discriminations au sein de la population guatémaltèque, et la communauté dans laquelle naquit Rigoberta était par conséquent très pauvre. « Je suis née dans la selva, près de la montagne. Dans une situation n’ayant rien à voir avec ce que l’on peut appeler aujourd’hui civilisation » commentera Rigoberta Menchú. Elle commence à travailler dans une finca (vaste domaine agricole) de café dès l'âge de cinq ans. Des familles entières étaient convoyées en camion depuis les montagnes vers les plaines côtières. Ce travail provoqua la mort de son petit frère et de l'une de ses amies. Elle a ainsi connu la pression des propriétaires terriens et de l'armée guatémaltèque, qui les soutenait. Rigoberta se rend régulièrement à un couvent pour faire son éducation. À l’âge de 14 ans, des parrains belges financent ses études. Allant à l’école pour la première fois, elle passe l’équivalent de la primaire en France en une année et entre rapidement en secondaire.
Son père était un homme engagé. Il milita pour que des terres soient distribuées à sa communauté composée de 57 familles, toutes mayas quichés, estimant qu'il était anormal que des autochtones vivant sur ces terres depuis des centaines d’années en soient dépossédés. Les terres réclamées appartenaient à l’État. Il emmène dans sa lutte sa fille, Rigoberta. Jeune, elle accompagne son père dans les tribunaux, les bureaux du gouvernement. En raison  de ses réclamations, le père de Rigoberta met sa vie en danger, se faisant plusieurs fois rouer de coups. C'est ainsi que depuis sa jeunesse, Rigoberta Menchú a été sensibilisée à la lutte des siens. Elle s'est impliquée dans les luttes revendicatrices des peuples indigènes et paysannes en fondant en 1978 la CUC (Comité d'Unidad Campesina) et RUOG (Representación Unitaria de la Oposición Guatemalteca) dans les comités de direction desquels elle resta jusqu'à 1992. Son travail avec ces associations lui valut une persécution politique qui la contraignit à l'exil.

### La guerre civile
La guerre civile guatémaltèque eut lieu de 1962 à 1996, faisant suite à des violences qui duraient depuis des années. Lors de son discours de prix Nobel de la paix, Rigoberta Menchú déclara: « dans la tentative de répression de la rébellion, les dictatures commirent les plus grandes atrocités. Des villages furent rasés, des dizaines de milliers de paysans furent assassinés, principalement des indigènes, des centaines de syndicalistes et d'étudiants, de nombreux journalistes ayant donné de la visibilité aux événements, des intellectuels et politiques, des religieux et religieuses ».
À l'âge adulte, elle rejoint des membres de sa famille dans leur action contre des militaires et leur violation des droits humains. En 1979, son frère Patrocino est séquestré, torturé et brulé vif après avoir eu la langue et les orteils coupés. Le 31 janvier 1980, son père et son cousin Francisco Tum comptèrent parmi les 37 personnes qui moururent brûlées dans l'incendie de l'ambassade d'Espagne provoqué par les forces de l'ordre. À ce moment, Rigoberta retourne voir sa mère dans sa terre natale afin de la convaincre de partir. Trois mois après, sa mère est à son tour séquestrée et assassinée. Rigoberta débute alors une vie clandestine hors du Guatemala. Elle prend la direction du Mexique. La violence et les répressions la forcent à l'exil en 1981.
Pendant que ses frères s'unissent à la guérilla, Rigoberta entame une campagne pacifiste dénonçant la méthode du gouvernement guatémaltèque et la violation des droits de l'homme. Son séjour au Mexique lui permet de voir un pays distinct du sien mais pas si différent en matière d'inégalités. Elle consacre son temps aux réfugiés guatémaltèques. Elle devient une personne de notoriété publique symbolisant la violence commise à l'encontre de son peuple. Parallèlement à cette lutte pour la paix, elle s'engage dans le débat public sur  la situation de la femme d'Amérique Latine, devenant ainsi une activiste féministe.
En 1983, Elizabeth Burgos est primée pour son livre intitulé Me llamo Rigoberta Menchú y así me nacío la conciencia, Moi, Rigoberta Menchú en français. Rigoberta avait dicté ce livre, et de nombreuses personnes se sont indignées qu’elle ne soit pas aussi primée. Rigoberta préfère le silence sur cette polémique car là n’est pas son combat. Son silence doit porter sa voix dans ce livre. Ce livre connaît un véritable écho et favorise le dialogue de Rigoberta avec l’ONU.
Entendue par l'ONU, elle rentre au Guatemala en 1988 profitant de son prestige international. En 1991, elle participe à la préparation par les Nations unies d'une déclaration des droits des peuples autochtones. Elle est ambassadrice de bonne volonté de l'Unesco depuis 1993. Elle rentre au Guatemala afin d'œuvrer pour le changement.

### L'après-guerre
Elle cherche à faire juger l'ex-dictateur militaire du Guatemala Efraín Ríos Montt, candidat battu à la présidentielle de 2003, devant les tribunaux espagnols, pour des crimes commis contre des citoyens espagnols ; cette tentative échoue. En plus des décès des citoyens espagnols, les accusations les plus graves portaient sur un génocide contre le peuple maya du Guatemala.
Rigoberta Menchú s'est impliquée dans l'industrie pharmaceutique indienne en tant que présidente de la compagnie Salud para Todos (« Santé pour tous ») et la compagnie Farmacias Similares, en vue d'offrir de médicaments génériques à bas prix aux populations les plus pauvres.
En 2006, elle a été l'une des fondatrices de l'initiative des femmes ayant reçu le prix Nobel de la paix avec d'autres lauréates : Jody Williams, Shirin Ebadi, Wangari Maathai, Betty Williams et Mairead Corrigan Maguire. Ces six femmes représentent les deux Amériques du Nord et du Sud, l'Europe, le Moyen Orient et l'Afrique, elles ont décidé de mettre en commun leurs expériences et d'unir leurs efforts pour la paix, la justice et l'égalité. Le but de cette initiative des femmes ayant reçu un Prix Nobel est de contribuer à renforcer le travail qui est fait pour développer le droit des femmes dans le monde.
Rigoberta Menchú est membre de la fondation PeaceJam, une organisation dont la mission est de « former de jeunes  leaders qui sont engagés dans un changement positif en eux-mêmes, dans leurs communautés et dans le monde ». Elle voyage à travers le monde et s'adresse aux jeunes lors de conférences PeaceJam.
En 2007 et 2011, elle est candidate à l'élection présidentielle de son pays, malgré de très faibles ressources financières pour mener campagne. Elle a créé le mouvement Winaq, plateforme regroupant de nombreux mouvements mayas de tout le pays et reçoit le soutien moral et logistique du Mouvement vers le socialisme, parti bolivien qui a amené à la victoire Evo Morales. Sa candidature détonne dans un pays où la vie politique est dominée par des politiciens blancs et conservateurs. Néanmoins, elle est éliminée dès le 1er tour, ne recueillant que 3 % des suffrages.
Rigoberta Menchú est également membre du comité d'honneur de la Fondation Chirac, lancée en 2008 par l'ancien chef de l'État français Jacques Chirac pour agir en faveur de la paix dans le monde. Elle est aussi membre honoraire du Club de Rome.
Rigoberta est mère. Elle perd l'un de ses fils prématurément en 1997. Afin de surmonter son deuil, Rigoberta Menchú entreprend la rédaction de contes pour enfants. Li Mi'n, una niña de Chimel est son premier livre. El vaso de miel est publié en 2010.

## Fondation Rigoberta Menchú Tum

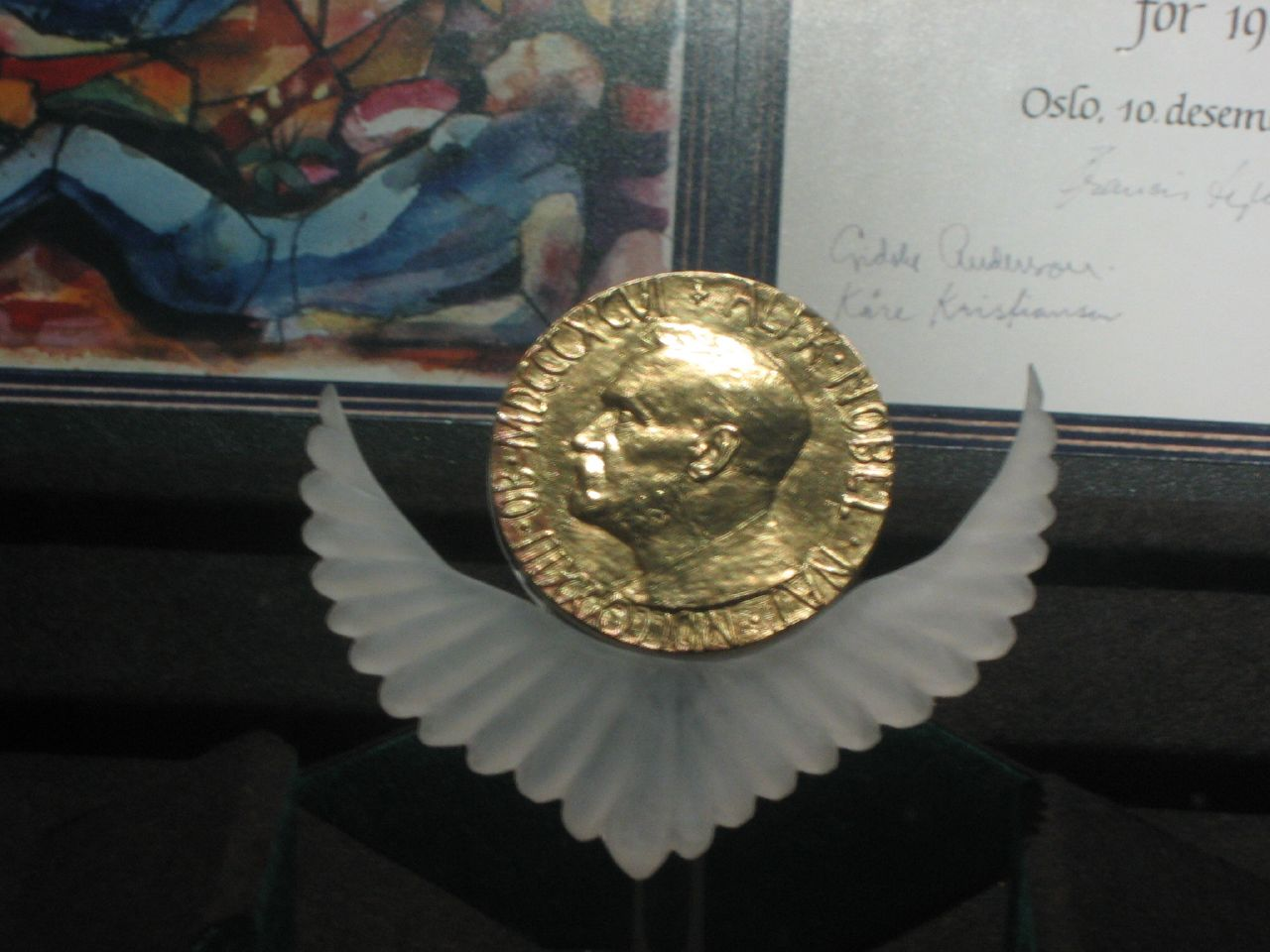
Rigoberta Menchú est prix Nobel de la Paix.

Elle mène des actions humanitaires par l'intermédiaire de sa fondation, la Fundación Rigoberta Menchú Tum.
Le Club Quetzal, créé en 1997 par un groupe de jeunes collégiens de Mont-de-Marsan sur l'initiative de Vincent Simon (président fondateur), est une ONG travaillant pour la défense des droits des Indigènes au Guatemala qui intervient dans les domaines de l'éducation, de la nutrition et du commerce équitable.

## Distinctions et hommages
- 1990 : prix Unesco de l'éducation pour la paix[8]
- 1992 : prix Nobel de la paix[9]

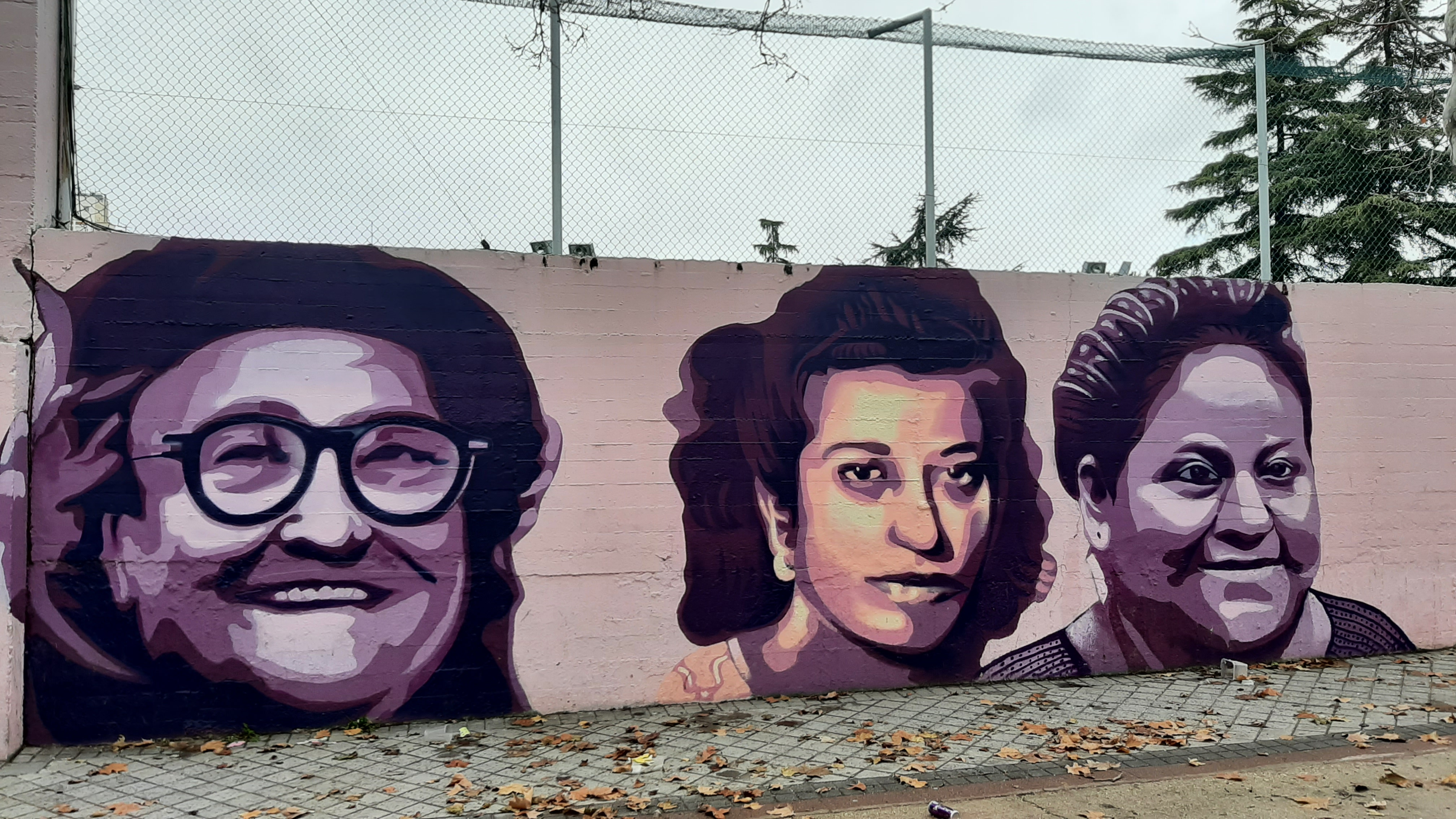
Peinture murale dans le quartier de la Concepción, à Madrid : Rigoberta Menchú et les militantes Antònia Fontanillas Borràs et Rosa Arauzo.

En 2022, l'université Bordeaux Montaigne (campus de Pessac) baptise sa nouvelle bibliothèque « Bibliothèque Rigoberta Menchú ».